# Andresen & Butenschøn
Andresen & Butenschøn AS er et norsk forlag med kontor ved Solli plass i Oslo. Hans Butenschøn er forlagets forlægger og Helle Sommerfelt er chefredaktør.